# Monléon-Magnoac
Monléon-Magnoac (okzitanisch: Montlion) ist eine französische Gemeinde mit 408 Einwohnern (Stand: 1. Januar 2022) im Département Hautes-Pyrénées in der Region Okzitanien; sie gehört zum Arrondissement Tarbes. Die Einwohner werden Monléonnais genannt.

## Geografie
Monléon-Magnoac liegt rund 35 Kilometer nordöstlich der Stadt Tarbes am Gers im Osten des Départements Hautes-Pyrénées an der Grenze zum Département Gers. Umgeben wird Monléon-Magnoac von den Nachbargemeinden Aries-Espénan im Norden, Devèze im Norden und Nordosten, Villemur im Osten und Nordosten, Bazordan im Osten und Südosten, Boudrac im Südosten, Arné im Süden, Monlong und Lassales im Südwesten, Gaussan und Laran im Westen, Caubous im Westen und Nordwesten sowie Cizos im Nordwesten.

## Bevölkerungsentwicklung
| Jahr                       | 1962 | 1968 | 1975 | 1982 | 1990 | 1999 | 2006 | 2018 |
| Einwohner                  | 574  | 550  | 511  | 428  | 385  | 363  | 462  | 425  |
| Quellen: Cassini und INSEE |      |      |      |      |      |      |      |      |

## Sehenswürdigkeiten

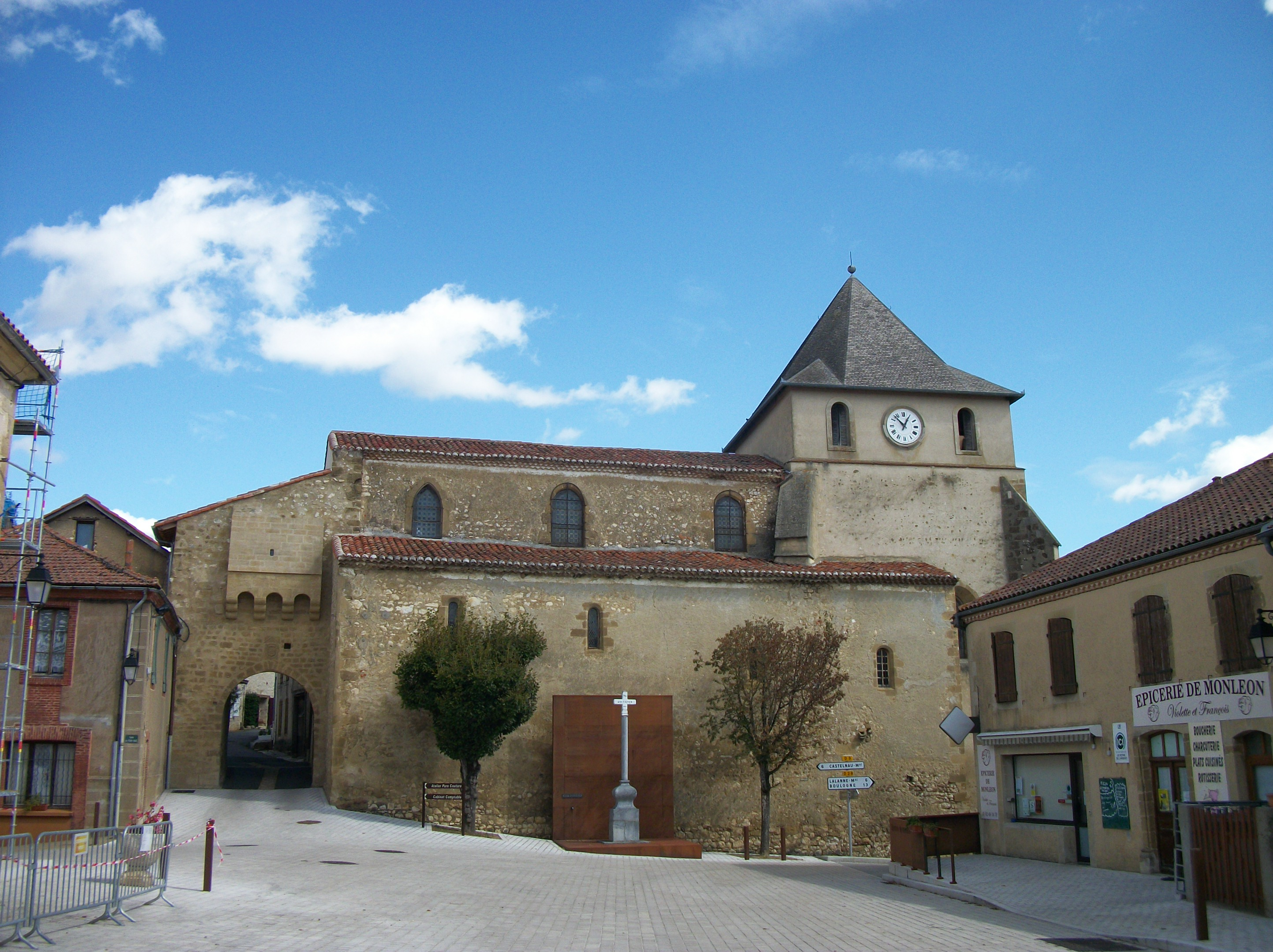
Kirche Saint-Jean-Baptiste

- Kirche Saint-Jean-Baptiste
- Kapelle Notre-Dame-de-Garaison
- Kapelle Les Pénitents

## Persönlichkeiten
- Charles Noguès (1876–1971), General des französischen Afrikakorps